# Pigaidakia
Pigaïdakia(Grieks: Πηγαϊδάκια) is een plaats op het Griekse eiland Kreta, op circa 15 km ten zuiden van Mires. Pigaïdakia telt 497 inwoners.
Pigaïdakia behoort tot de deelgemeente (dimotiki enotita) Moires van de fusiegemeente (dimos) Faistos, in de Griekse bestuurlijke regio (periferia) Kreta.